# Puzzle (album de Kanjani8)
Pour les articles homonymes, voir Puzzle (homonymie).
 (juin 2025).
Si vous disposez d'ouvrages ou d'articles de référence ou si vous connaissez des sites web de qualité traitant du thème abordé ici, merci de compléter l'article en donnant les références utiles à sa vérifiabilité et en les liant à la section « Notes et références ».
Albums de Kanjani8
KJ2 Zukkoke Dai Dassō
(2007) 8Uppers
(2010)
Puzzle est le troisième album de Kanjani8, sorti en 2009.

## Liste des pistes
CD 1
1. Ichibyou Kiss (一秒 Kiss) One Second Kiss
2. Akai Shinkirou (アカイシンキロウ) Red Mirage
3. Puzzle
4. Kawaita Hana (渇いた花) Thirsty Flower
5. Gori Gori (ゴリゴリ)
6. It's My Soul (イッツ　マイ　ソウル)
7. Rolling Coaster
8. My Last Train
9. Musekinin Hero (無責任ヒーロー) Irresponsible Hero
10. Brule (ブリュレ)
11. Saite Ikiyo (咲いて生きよ) Blossoming Life
12. Giga Maji Mega Fight (ギガマジメ我ファイト)
13. Jounetsu Party (情熱Party) Passion Party
14. Wahaha (ワッハッハー)
15. Donna ni hanaretetate soba ni iru kara? (どんなに離れてたて傍にいるから) How come we're so far, yet, so close?

CD 2